# Łęgi
Łęgi (tyska: Langen) är en by i Połczyn-Zdrójs kommun i Västpommerns vojvodskap i nordvästra Polen. Łęgi har 370 invånare.
Byn tillhörde tidigare den preussiska provinsen Pommern. Efter Tysklands nederlag andra världskriget 1945 hamnade orten öster om Oder-Neisse-linjen och tillföll Polen.

## Personer från Łęgi
- Albrecht von Hagen (1904–1944), tysk jurist, officer och motståndskämpe